# Petter Næss
Petter Næss (Oslo, 14 marzo 1960) è un attore e regista norvegese.
Iniziando la sua carriera come attore teatrale, ha fatto il suo debutto come regista nel 1999 con la commedia Absolutt blåmandag. È famoso per aver diretto due dei quattro film tratti dalla saga letteraria Elling di Ingvar Ambjørnsen: l'omonimo Elling, che fu candidato per l'Oscar al miglior film straniero del 2002, e Elsk meg i morgen. Næss ha vinto 25 premi su 30 nomination ottenute.

## Filmografia

### Regista
- () Absolutt blåmandag (1999)
- Elling (2001)
- Bare Bea (2004)
- Crazy in Love (2005)
- Elsk meg i morgen (2005)
- Love me tomorrow (2005)
- Un salto verso la libertà (Hoppet) (2007)
- Tatt av kvinnen (2007)
- Maskeblomstfamilien (2010)
- Prigionieri del ghiaccio (Into the White) (2012)

### Attore
- Døden på Oslo S (1990)
- RC II (1992)
- Farlig farvann (1995) (Holmsen)
- Operasjon popcorn (2000)
- Max Manus (2008) (Kapt Martin Linge)

### Sceneggiatore
- Tatt av kvinnen (2007)
- Into the White (2012)